# Schloss Goldbach – Promis viel zu nah
Schloss Goldbach – Promis viel zu nah ist eine Sketch-Comedy-Show, die seit 2022 vom Fernsehsender Sat.1 ausgestrahlt wird.
Die Sendung parodiert diverse prominente Persönlichkeiten, wobei der Unterschied zu Formaten wie Switch, Switch Reloaded und Binge Reloaded darin liegt, dass die Promis in einem eher privaten Umfeld auf die Schippe genommen werden.
Staffel 1 wurde vom 27. Juli bis zum 17. August 2022 mit 4 Folgen wöchentlich ausgestrahlt.

## Konzept
Um einen roten Faden zwischen den einzelnen Sketchen zu ermöglichen, ist die Sketch-Comedy-Serie im fiktiven Selbstoptimierungs-Institut Schloss Goldbach angesiedelt, in denen sich die Promis von ihrem stressigen Alltag mithilfe von Musiktherapie, Gesprächsrunden oder Wellness-Anwendungen erholen können. Darüber hinaus werden aber auch Sketche, losgelöst von der Szenerie Schloss Goldbachs, wie zum Beispiel fiktive Set-Aufnahmen oder private Alltagssituationen aufgegriffen.

## Parodierte Persönlichkeiten
- Dieter Bohlen und Carina Walz
- Hans Sigl
- Karl Lauterbach
- Claudia Obert
- Markus Lanz
- Joko und Klaas
- Rezo
- Capital Bra
- Carsten Maschmeyer und Veronica Ferres
- Judith Williams
- Verona Pooth
- Andrea Kiewel
- Guido Maria Kretschmer
- Evelyn Burdecki
- Helene Fischer und Thomas Seitel
- Pietro Lombardi
- Calvin Kleinen
- Marietta Slomka
- Palina Rojinski
- MontanaBlack
- Ehrlich Brothers